# Jože Ciglenečki
Jože Ciglenečki, slovenski inženir metalurgije, * 3. marec 1924, Šmarje pri Jelšah, † november 2014.
Diplomiral je leta 1954 na metalurškem oddelku Univerze v Ljubljani. V Tovarni avtomobilov in motorjev Maribor je vodil metalografsko-fizikalni laboratorij, nato oddelek za tehnično kontrolo in bil pobudnik za uvedbo statistične metode za kontrolo kakovosti v avtomobilski industriji. Sodeloval je pri razvoju več modelov terenskih vozil (TAM 110 TZ B/BV in TAM 150 11 B/BV) ter pripomogel k njihovemu prodoru na tuje trge. Z delovno skupino je 1979 prejel Kraigherjevo nagrado.